# José Antonio de Sangróniz
José Antonio de Sangróniz y Castro (Santiago de Chile, 16 de marzo de 1895-Madrid, 11 de noviembre de 1980) fue un diplomático, historiador y gastrónomo español, embajador en Italia entre 1945 y 1956. Ostentó el título nobiliario de marqués de Desio.

## Biografía
Nacido el 16 de marzo de 1895 en Santiago de Chile, se licenció en Derecho y Filosofía y Letras en la Universidad Central de Madrid, y tras estudiar también en La Sorbona, entró en la carrera diplomática. Presentador en 1923 de un plan de expansión cultural y de propaganda política de España, y tras el interludio del directorio militar de la dictadura de Primo de Rivera y una vez llegado el directorio civil de la dictadura y la entrada de José Yanguas Messía al ministerio de Estado en 1925, Sangróniz presentó una versión ampliada de su proyecto. Sangróniz conceptuaba a España como una «nación en cuyos dominios intelectuales no se ha puesto todavía el sol». Fue socio del Ateneo de Madrid.
Conspirador contra la República y cercano al general Francisco Franco, este último empleó el pasaporte de Sangróniz para el viaje que le transportó de Canarias a África en el transcurso del golpe de Estado de julio de 1936. Afecto al bando sublevado, Sangróniz estuvo al frente de las Relaciones Exteriores de Franco al comienzo de la Guerra Civil, llegando a ostentar la posición de «jefe del Gabinete Diplomático y del Protocolo de Su Excelencia el Jefe del Estado». Considerado excesivamente anglófilo, en 1938 fue designado agente oficioso franquista en Venezuela. Nombrado cónsul general en Argel en 1943, en septiembre de 1944 fue designado enviado, con rango de embajador, ante el Gobierno provisional de la República francesa, donde permaneció unos meses.
Designado como embajador en Italia en enero de 1945, llegó a Roma el 10 de mayo de 1945. El nombramiento indicaba que Franco quería la normalización de relaciones con Italia en el más breve período de tiempo posible; el 31 de mayo tomó lugar una reunión de Sangróniz con tres ministros italianos, incluido Alcide De Gasperi. Humberto II de Italia le concedió el título de marqués de Desio. Preocupado por el resultado de las elecciones generales del 2 de junio de 1946, consideraba que sólo los partidos de derecha italianos estarían dispuestos a preservar el statu quo de las relaciones con España y que peligraría el Tratado Comercial con Italia. Principal artífice de las políticas culturales de España en Italia, defendía que con la promoción de la cultura española en el extranjero se mejoraría la imagen de la dictadura. Estuvo 11 años al frente de la embajada. Electo en 1937 como académico de número de la Real Academia de la Historia, ingresó el 8 de enero de 1950.
Refinado gourmet, fue el primer presidente de la Academia Nacional de Gastronomía.
Falleció en Madrid, el 11 de noviembre de 1980.

## Obras
- — (1924). Marruecos.[20]
- — (1925). La expansión cultural de España en el extranjero y principalmente en Hispano-América. Madrid: Hércules.[21]
- — (1929). Las Islas Chafarinas.[20]
- — (1931). Santos del Islam.[20]
- — (1931). Los dominios españoles en África.[20]
- — (s. f.). El Peñón de Vélez de la Gomera.[20]

## Condecoraciones
- Gran Cruz de la Orden de Isabel la Católica (1945)[22]